# Тисамен (сын Ореста)
Тисамен (др.-греч. Τῑσᾰμενός) — персонаж древнегреческой мифологии. Сын Ореста и Гермионы. Царь пелопоннесцев, правил Микенами, Аргосом и Спартой. По некоторым, Пенфил и Тисамен после смерти Ореста правили 3 года. Разбил Гераклидов во главе с Аристомахом. Во второй войне был разбит Гераклидами во главе с Оксилом и убит, дорийцы захватили Пелопоннес.
По другому рассказу, изгнанные дорянами ахейцы во главе с Тисаменом обратились к ионийцам (в Эгиалее) с просьбой поселиться в их стране. Ионяне отказались. В битве ахейцы победили, но Тисамен пал, а ионийцы бежали в Гелику, затем ушли оттуда в Аттику. Ахейцы похоронили Тисамена в Гелике, но затем лакедемоняне по оракулу из Дельф привезли его кости в Спарту. Сыновья Комет, Даимен, Спартон, Теллид и Леонтомен. У Гигина ошибочно назван сыном Аристомаха.